# BMJ Group
BMJ Group is een Britse uitgeverij van wetenschappelijke literatuur die volledig eigendom is van de British Medical Association. Het bedrijf geeft enkele tientallen wetenschappelijke tijdschriften uit, waaronder vrij invloedrijke zoals British Medical Journal, Heart en Journal of Medical Genetics.